# 受害者 (小说)
《受害者》（英語：The Victim）是美国作家索尔·贝娄的第二部小说，由Vanguard Press出版于1947年。
与索尔·贝娄的大部分小说一样，这部作品的主人公也是一名犹太男子。利文撒尔是一个中年人，担任杂志编辑，住在纽约市。当他的妻子外出处理家庭事务时，利文撒尔被一位老熟人所困扰，他不公正地声称，利文撒尔是他不幸的原因。这个故事探索了他卷入的关系，而利文撒尔还在努力处理自己的家庭问题。

## 情节
阿萨 利文撒尔的妻子玛丽已经离开城市几个星期，去帮助她年迈的母亲，从巴尔的摩搬到南方的老家。当她不在的时候，利文撒尔必须自己照顾自己，这些家务，通常都是由妻子承担来承担的。在班上，他接到弟媳打来的电话，说他的侄子病得很重，急需他的帮助。在谈话中，我们了解到阿萨的弟弟马克斯是一个冒失的丈夫和父亲，丟下妻子和两个儿子，一个人在德克萨斯工作。一家人靠他寄的钱度日。
利文撒尔在去斯塔滕岛他弟弟家的路上，反思了在工作中受到困扰的烦恼，